# Паан (тонізуючий засіб)

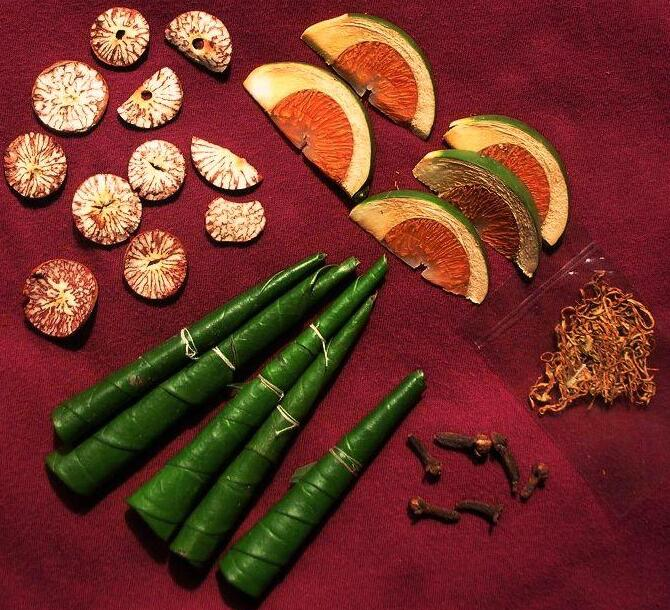
На виставці представлені предмети, що використовуються під час жування. Листя бетеля по-різному складені. Шматочки сухого горіха ареки знаходяться у верхньому лівому куті, а скибочки ніжного горіха ареки — у верхньому правому куті. Сумка праворуч має тютюн — необов'язковий елемент. Праворуч унизу — сушені гвоздики.

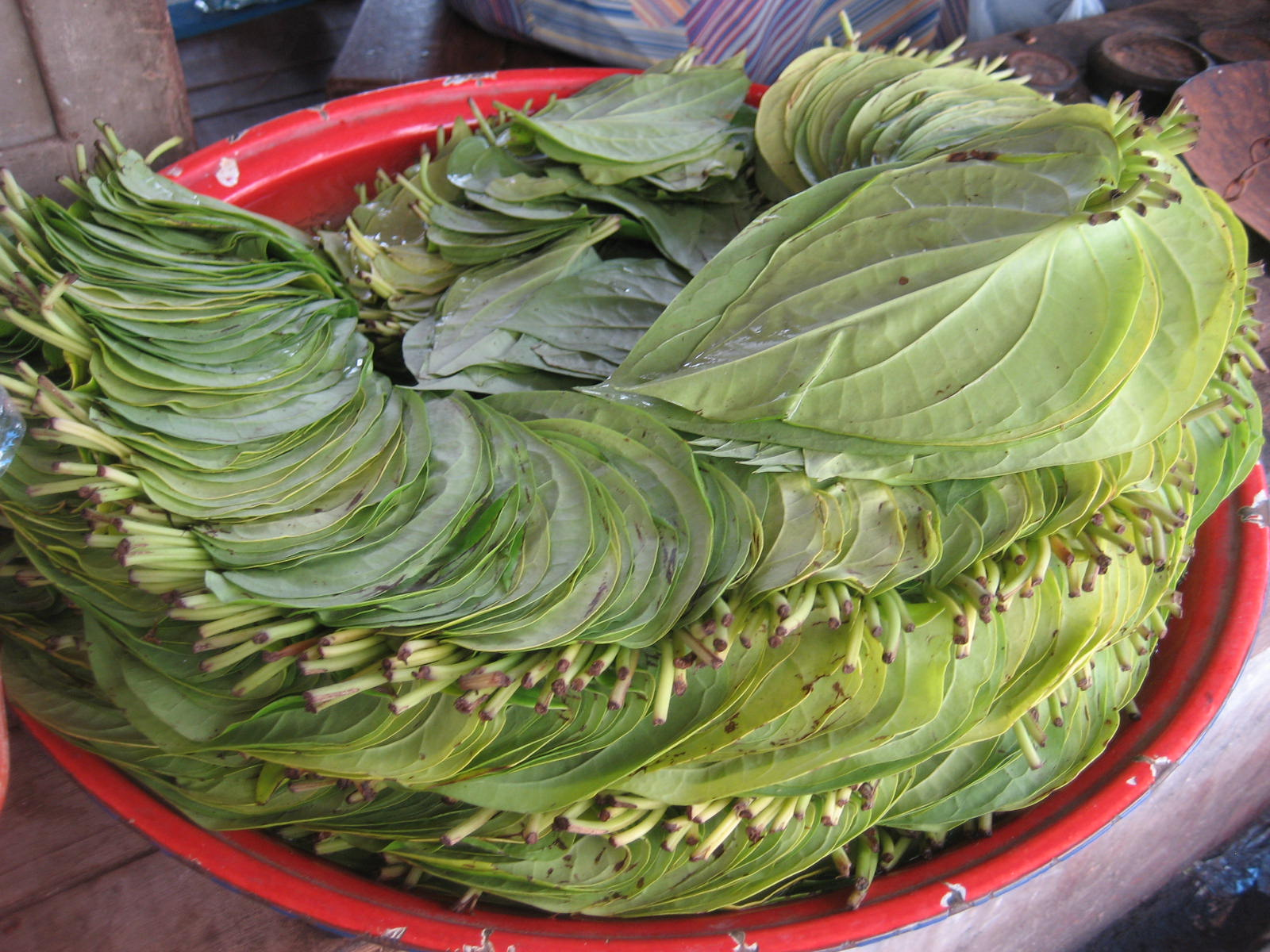
Бетель виїжджає на ринок у Мандалаї, Бірма

Паан (з санскр. पर्ण, трансліт. parṇá, освітлений лист, однорідний з англійським папороттю) — препарат, що поєднує лист бетелю з горіхом ареки. Паан дуже часто вживають у Південній Азії (Індійський субконтинент), Південно-Східній Азії та Східній Азії (переважно Тайвань). Його жують через стимулюючу дію. Після пережовування паан або випльовують, або ковтають. Він має багато варіацій, які відрізняються домішками.
Магів паан вирощують в Гая, Аурангабад і Наландах — районів центральної Біхарі. Він є кращим вибором бетеля, бо солодший, не волокнистий, м'який і смачніший.
Походження та поширення жування бетелю походить від епохи неоліту епохи австронезійських народів. Він був поширений в Індо-Тихому океані у доісторичні часи і досягнув Ближньої Океанії від 3400 до 3000 до н. е.; Південна Індія та Шрі-Ланка на 3500 до н. е.; Материкова Південно-Східна Азія на 3000-2500 до н. е.; Північна Індія на 1500 р. до н.е.; Мадагаскару на 600 до н. е. З Індії він поширився на захід до Персії та Середземного моря.
Паан також споживається в багатьох інших азійських країнах та в інших місцях світу, азійськими емігрантами, з тютюном або без нього. Вживання паану з тютюном може викликати звикання та стимулювання із несприятливим впливом на здоров'я.

## Історія

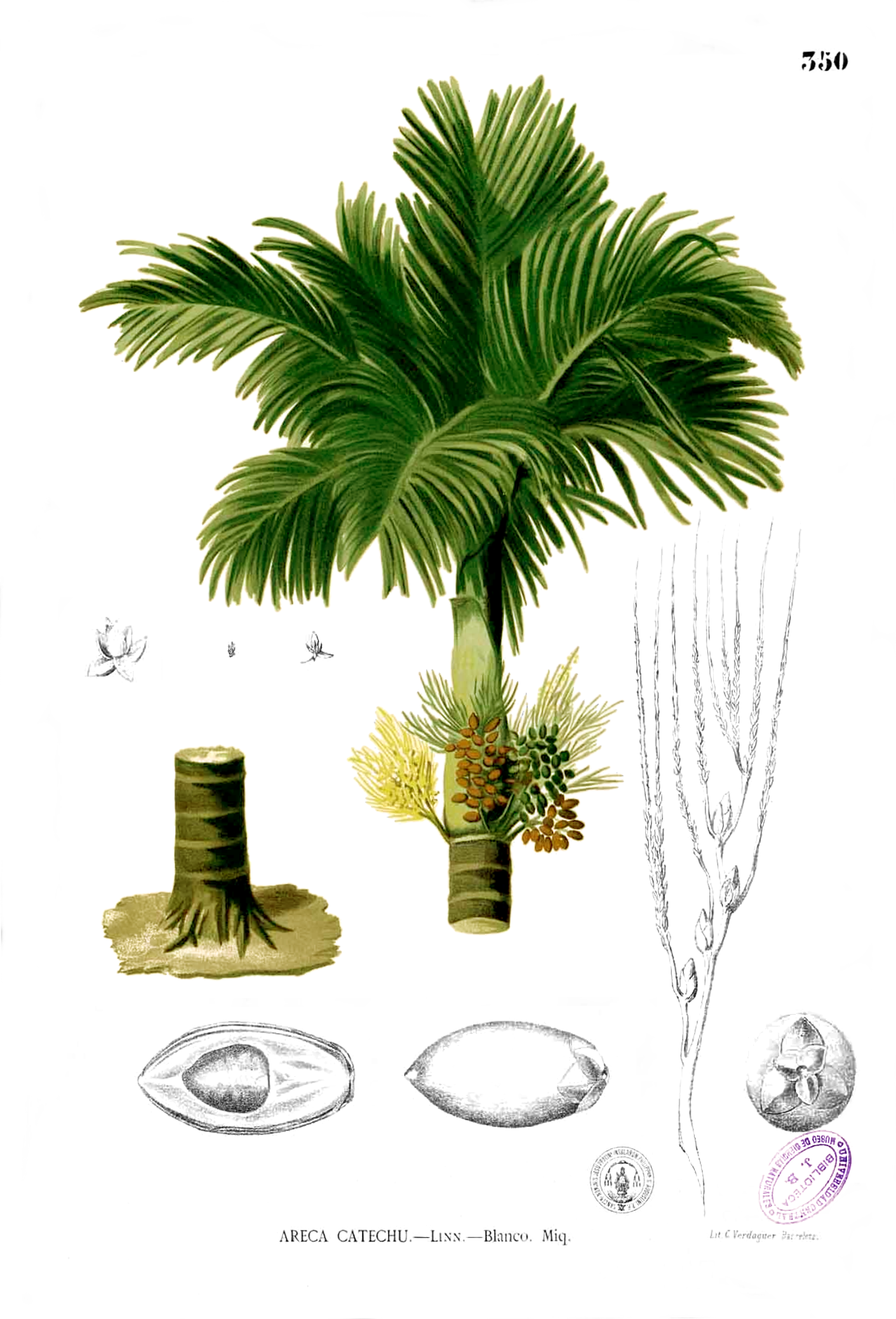
Арека катеху, проілюстрований Франциско Мануелем Бланко у « Флора де Філіпінас» (1880—1883). Спочатку він проживає на Філіппінах

Поширення жування бетеля найсильніше пов'язане з австронезійськими народами. Жувальний бетель — це поєднання горіха ареки (Areca catechu) і листа бетеля (Пайпер бетле). Обидві рослини є вихідцями з регіону між островом Південно-Східна Азія та Австралазією. Вважається, що Areca catechu є вихідцем з Філіппін, де він має найбільшу кількість близьких ендемічних видів. Але коли його поєднали з Пайпер бетле — невідомо, оскільки горіх ареки можна жувати лише за його наркотичні властивості. На сході Індонезії листя дикого кадуцибрактею Piper використовують замість листя бетеля.

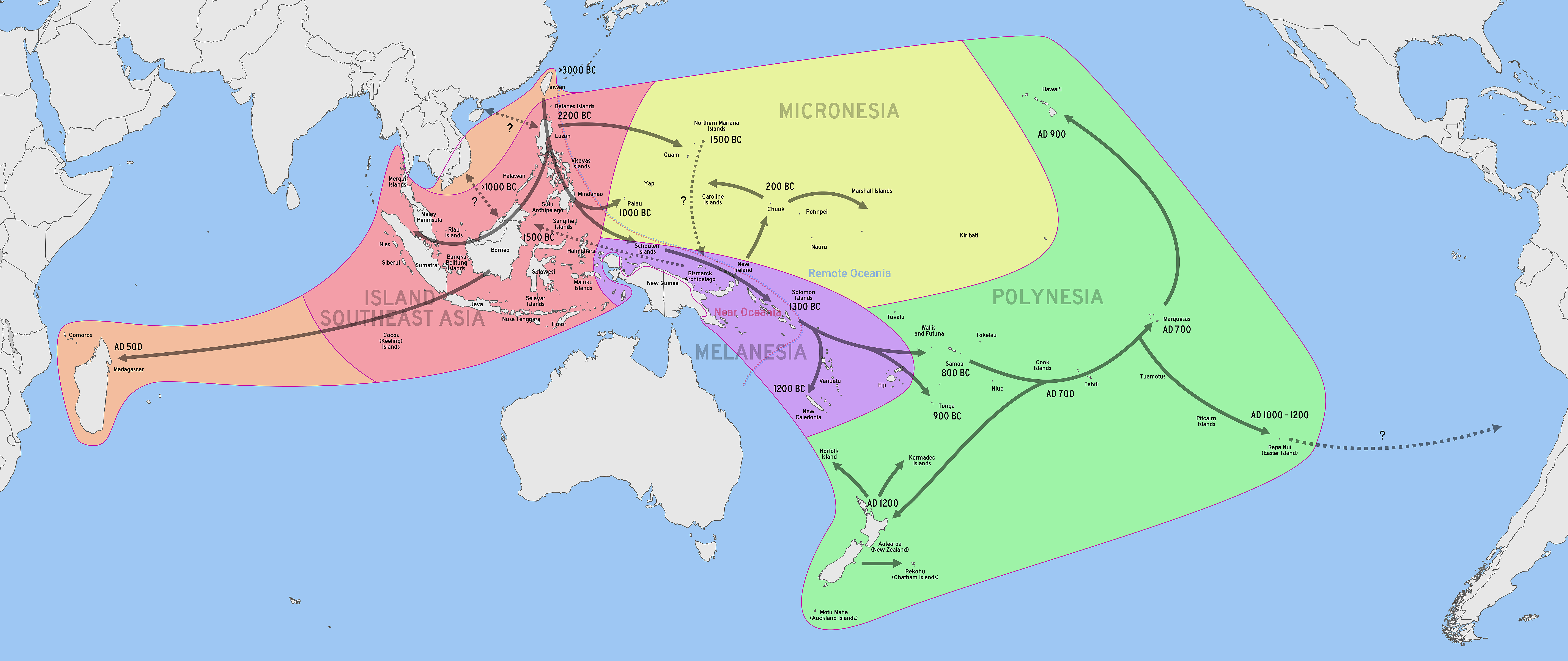
Карта, що демонструє міграцію та експансію австронезійців (5500-800 до н. е.), що приблизно відповідає доісторичному розподілу жування бетеля

Найдавніші докази жування бетеля — з Філіппін. Про це свідчать з кількох осіб, знайдених у могильній ямі на місці печери Дуйонг на острові Палаван, приблизно 4630 ± 250 до н. е. Зубний ряд скелетів забарвлений, типово для жувальних бетелів. Місце поховання в Бохолі, датовані першим тисячоліттям н. е., Також демонструють характерні червонуваті плями, характерні для жування бетеля. Вважається, що Бетель жувальний спочатку розроблений десь в Філіппінах незабаром після початку австронезійської експансії (~ 5000 до н. е.). З Філіппін він поширився назад на Тайвань, а далі на решту Австронезії.
Батель жувальний досягнув Мікронезії приблизно від 3 500 до 3000 до н. е. Раніше він також був присутній у культурі Лапіта, базуючись на археологічних залишках Муссау, датованих приблизно від 3600 до 2500 років до н. е. Але вона не дійшла до Полінезії далі на схід. Вважається, що він зупинився на Соломонових островах. Це сталося через заміну жування бетеля традицією пити каву, приготованої із спорідненого метистикуму Пайпер. В VII столітті воно було поширене в Східну Африку через австронезійське поселення Мадагаскар і Коморські острови.
Практика жування поширилася на культури, з якими австронезійці мали історичний контакт. Вона досягла культури Донг Сон через австронезійську культуру Са Хун у В'єтнамі приблизно на 3000-2500 до н. е. завдяки торговим контактам з Борнео. Тому що саме з цього періоду в материковій частині Південно-Східної Азії починають з'являтися скелети з характерними червоними плямами. До Південного Китаю та Хайнаня воно дійшло приблизно одночасно. У Камбоджі найдавніші дані про жування бетельських горіхів становлять приблизно від 2400 до 2200 до н. е. На Таїланд він поширився 1500 до н. е.

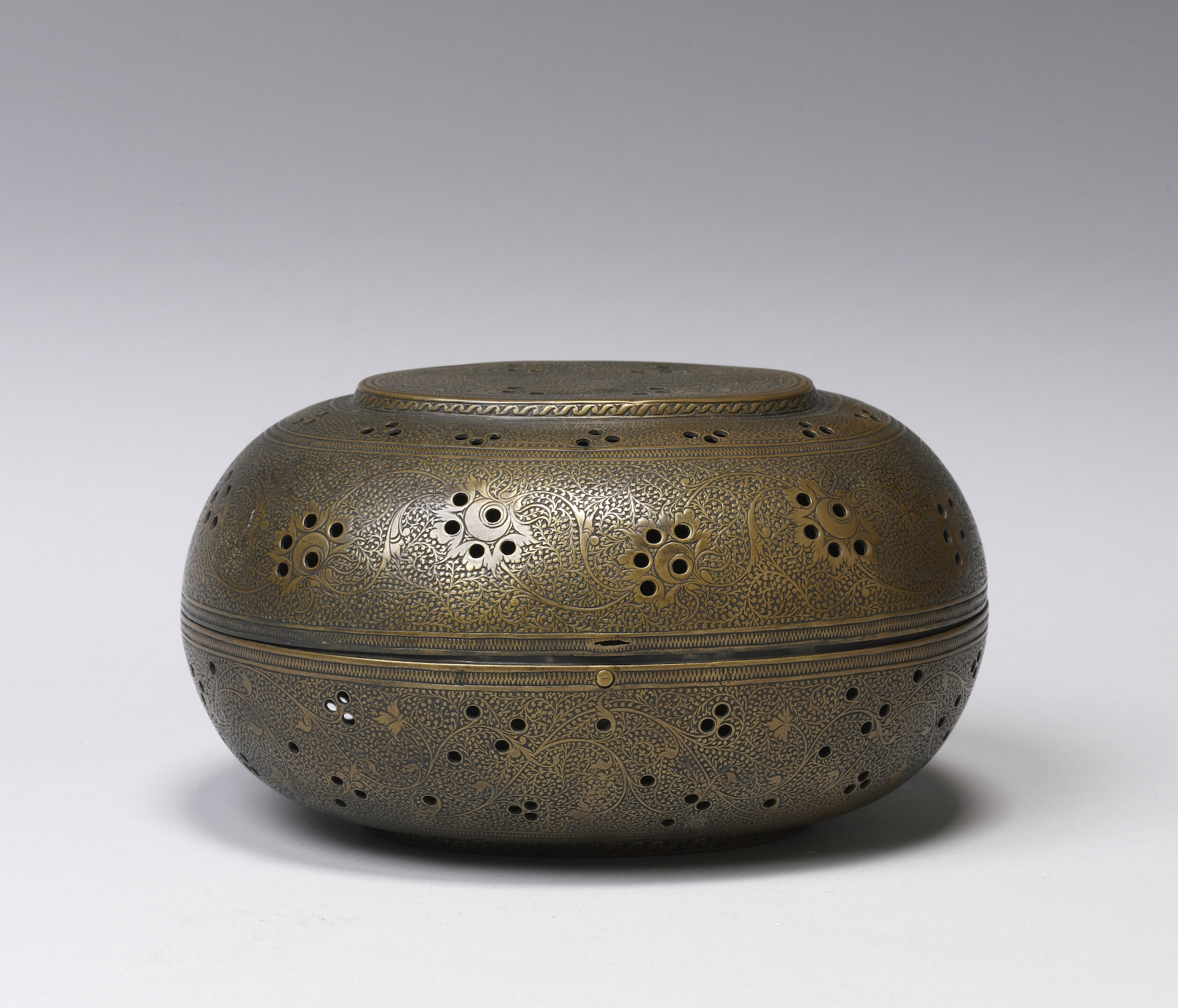
Паан дан з Пенджабу, Індія, 19 століття, Художній музей Уолтерса, Балтимор.

На Індійському субконтиненті жування бетелю було запроваджено завдяки контактам австронезійських торговців із Яви ,Суматри та Малайського півострова з дравідійськими носіями Шрі-Ланки та південної Індії приблизно в 3500 до н. е. Однозначні літературні згадки про бетель починають з'являтися лише після ведичного періоду, у таких творах, як Діпаванса (близько 3 століття н. Е.) Та Махаванса (близько 5 століття). До Північної Індії та Кашміру жування бетелем дійшло лише після 500 р. н. е. Завдяки торгівлі з мовно -кхмерськими народами в Бенгальській затоці. Звідти він прямував Шовковим шляхом до Персії та в Середземне море.
Китайські записи, зокрема Ліньї Джі Дунфан Шо, пов'язують вирощування пальм ареки з першими поселенцями австронезійських держав Чампа на півдні В'єтнаму приблизно від 2100 до 1900 до н. е. Це підтверджується Нанфанг Цао Му Чжуан Джі Ханом (близько 304 р. н. е.), який також описує її значення в культурі Чампа. Він описує як традиційно господарі Чаму пропонують його гостям. Бетель жувальний проник в Китай через торгівлю з Чампа, запозичивши протомалайсько-хамічну назву * pinaŋ. «Горіх ареки» з того часу китайці стали називанти бен бенг що означає «почесний гість» та відображає традиції хаміків. Те саме для альтернативного терміна bin men yao jian, що буквально означає «гість [біля дверей] лікувальне солодощі».

## Культура

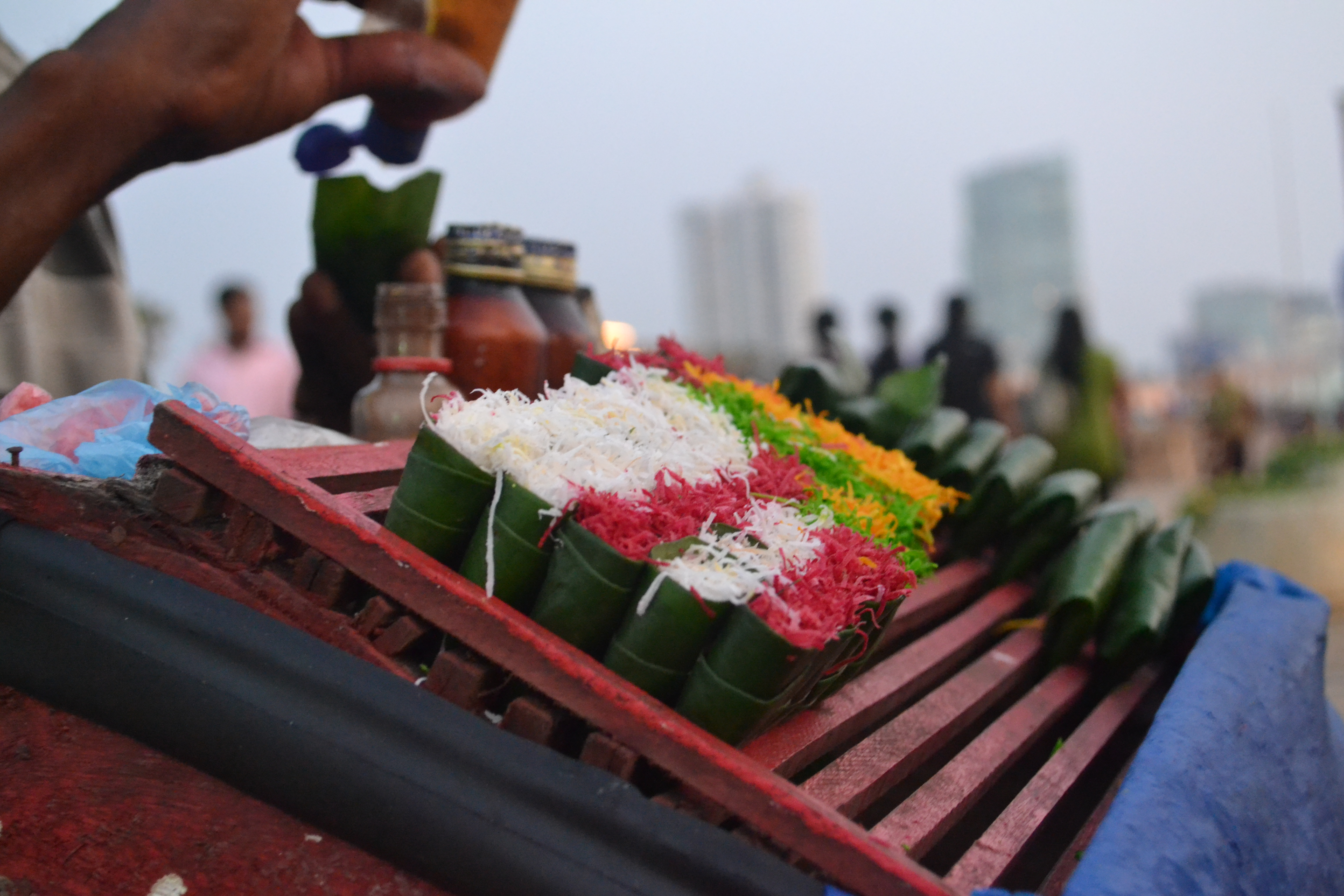
Кіоск Beeda, пляж Gallface, Коломбо.
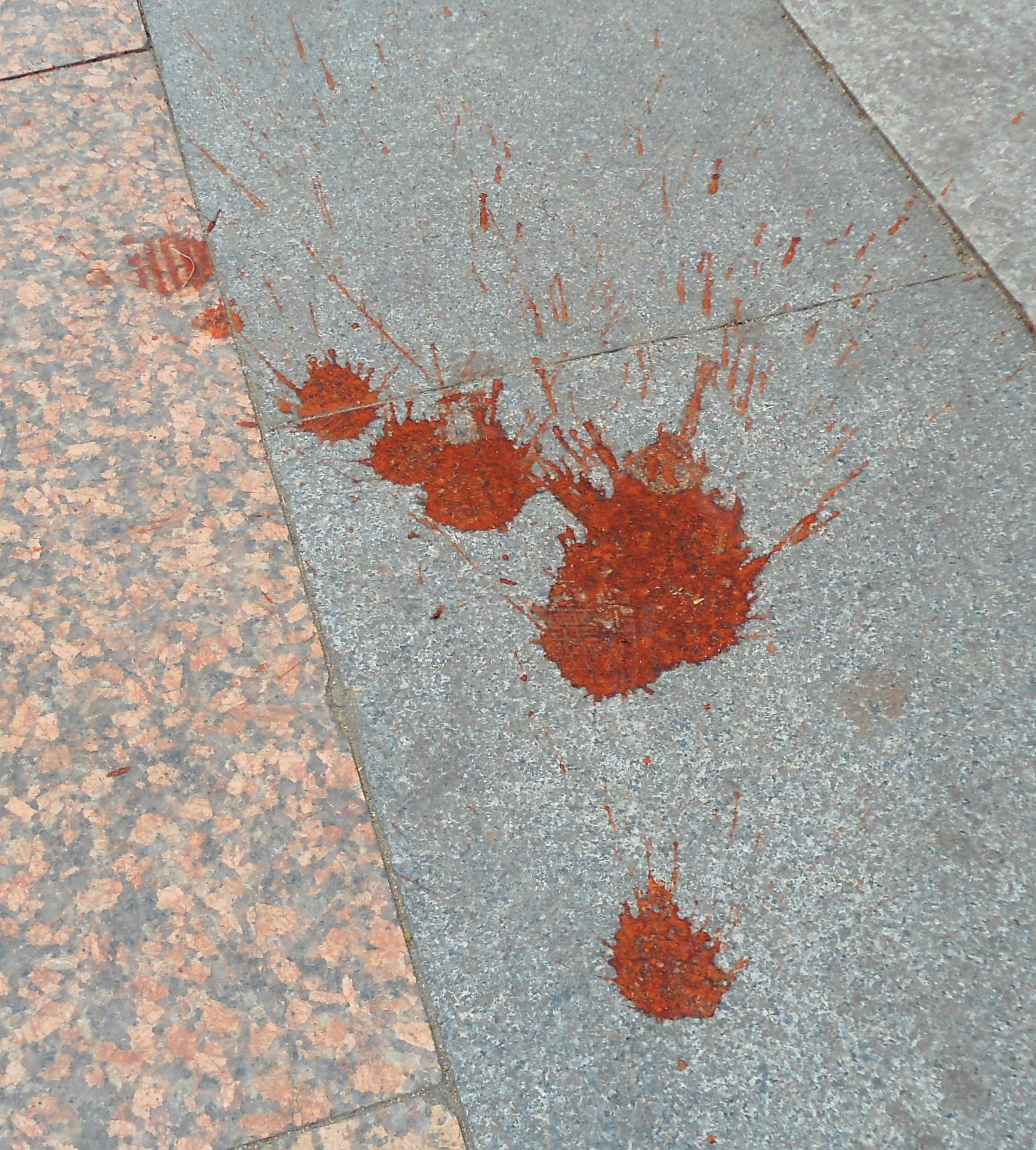
Паан, приготовлений з горіхом ареки та вапна, з тютюном або без нього, викликає рясне слиновиділення червоного кольору. Ця слина спльовується, утворюючи плями в громадських приміщеннях.

Протягом тисячоліть від Індії до Тихого океану жування суміші горіха ареки та листя бетеля стало історичною традицією, чи ритуалом. Ібн Баттута — арабський мандрівник, описує цю практику в своїх творах так: "Бетель — це дерево, яке культивується так само, як виноградна лоза... Бетель не має плодів і вирощується лише заради його листя… Спосіб його використання полягає в тому, що перед вживанням в їжу береться горіх ареки; це схоже на мускатний горіх, але розпадається до тих пір, поки не перетвориться на дрібні гранули, а один поміщає їх у рот і жує. Потім він бере листя бетеля, накладає на них трохи крейди і намащує їх разом із бетелем".
В Індії, М'янмі, Камбоджі, на Соломонових островах, Таїланді, Філіппінах, Лаосі В'єтнамі та багатьох країнах Азії та Океану жування паану є важливою та популярною культурною діяльністю
У містах жування паану вважається неприємністю, бо деякі жувальники випльовують паан в громадських місцях. Червона пляма, що утворюється при поєднанні інгредієнтів при жуванні, робить барвисту пляму на землі. Це виглядає неприємно хоча багато хто розглядає це як невід'ємну частину індійської культури. Це також характерно для деяких країн Перської затоки, таких як ОАЕ та Катар, де проживає багато індіанців. Нещодавно уряд Дубаю заборонив ввезення та продаж паану.
Жування листа бетеля, згідно з традиційною аюрведичною медициною, є засобом проти неприємного запаху з рота (халітоз). Але це може призвести до раку порожнини рота.

### Індія

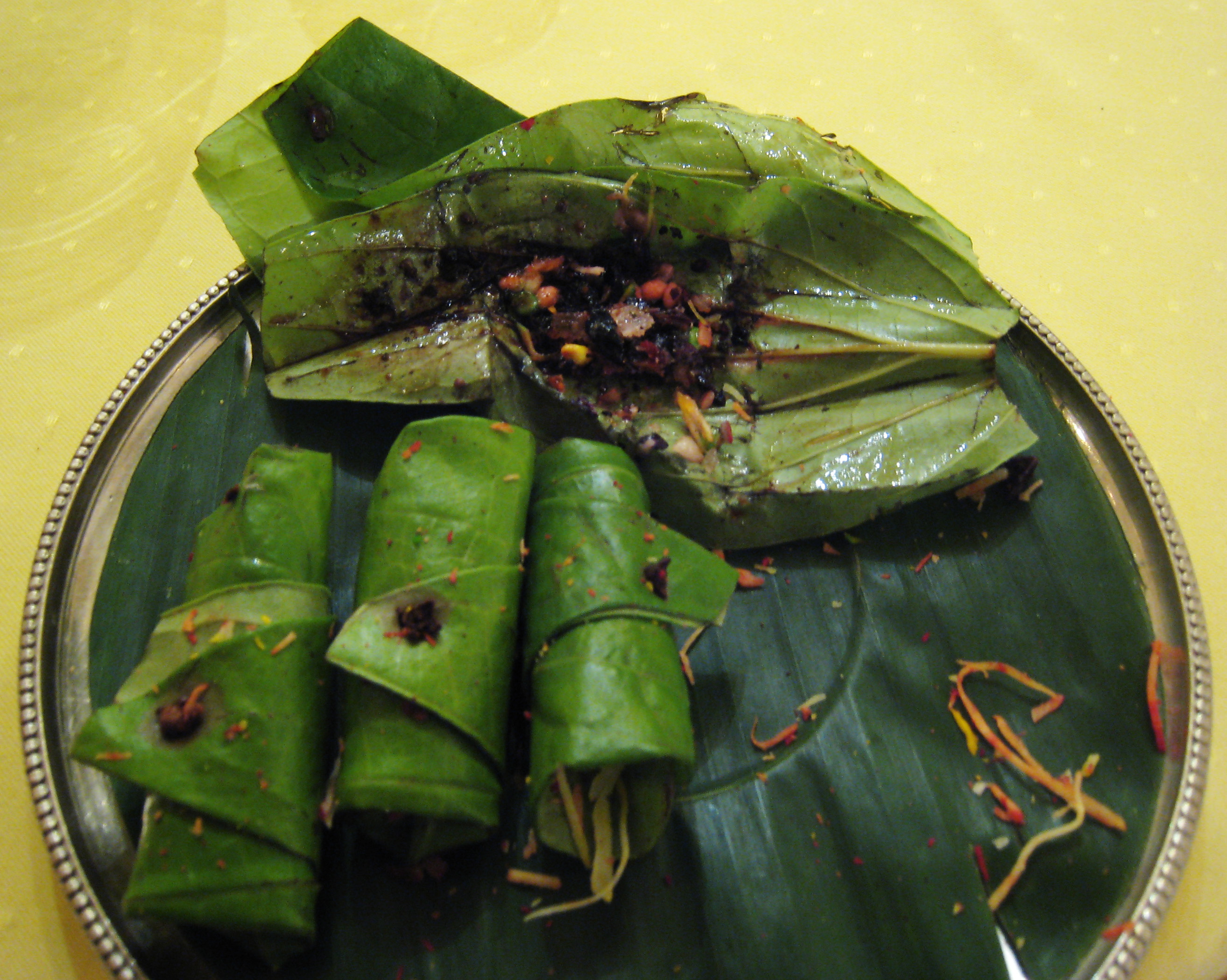
Південно-індійський стиль Паан.
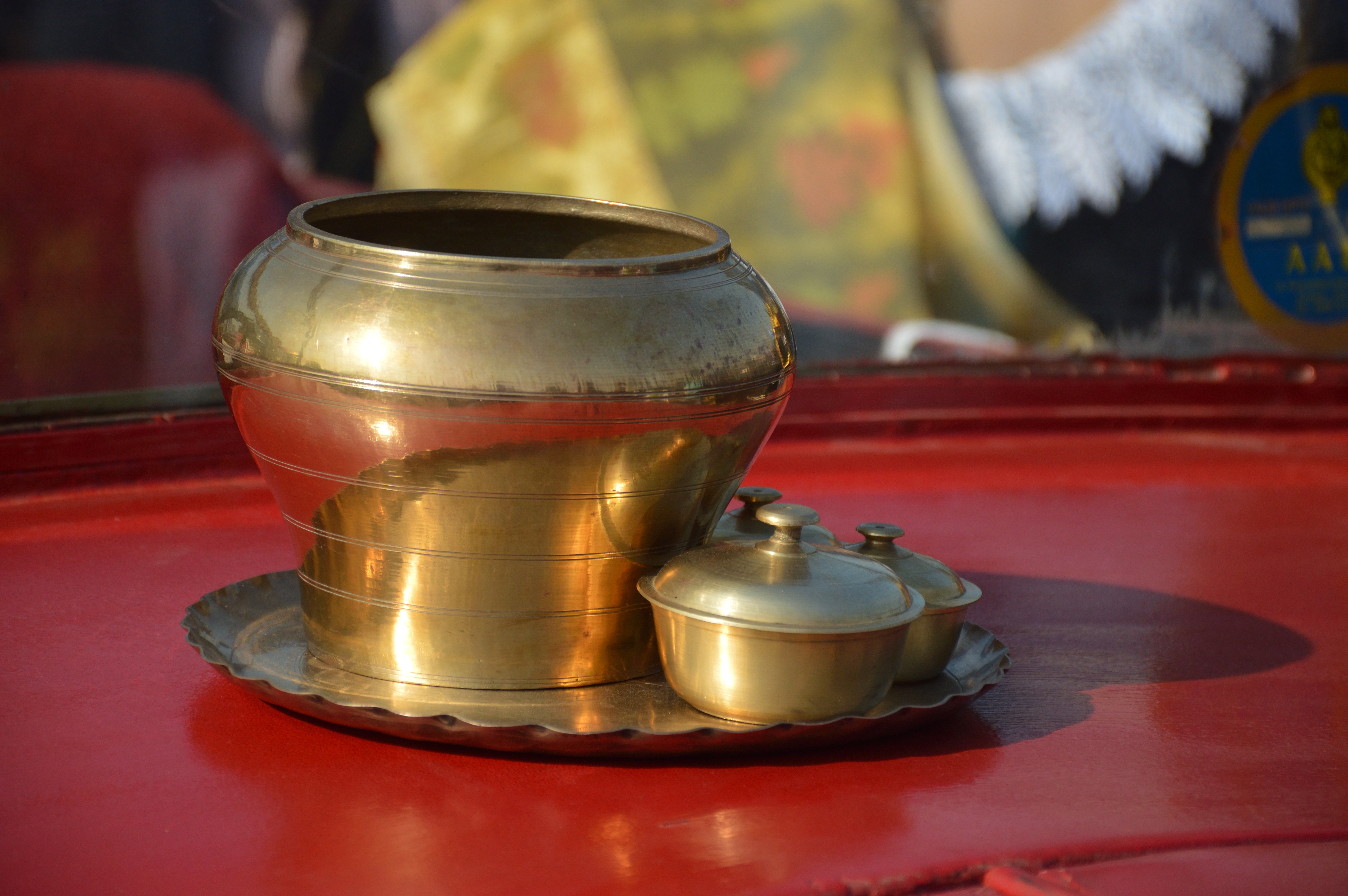
Казан Паан в Колката, Індія.
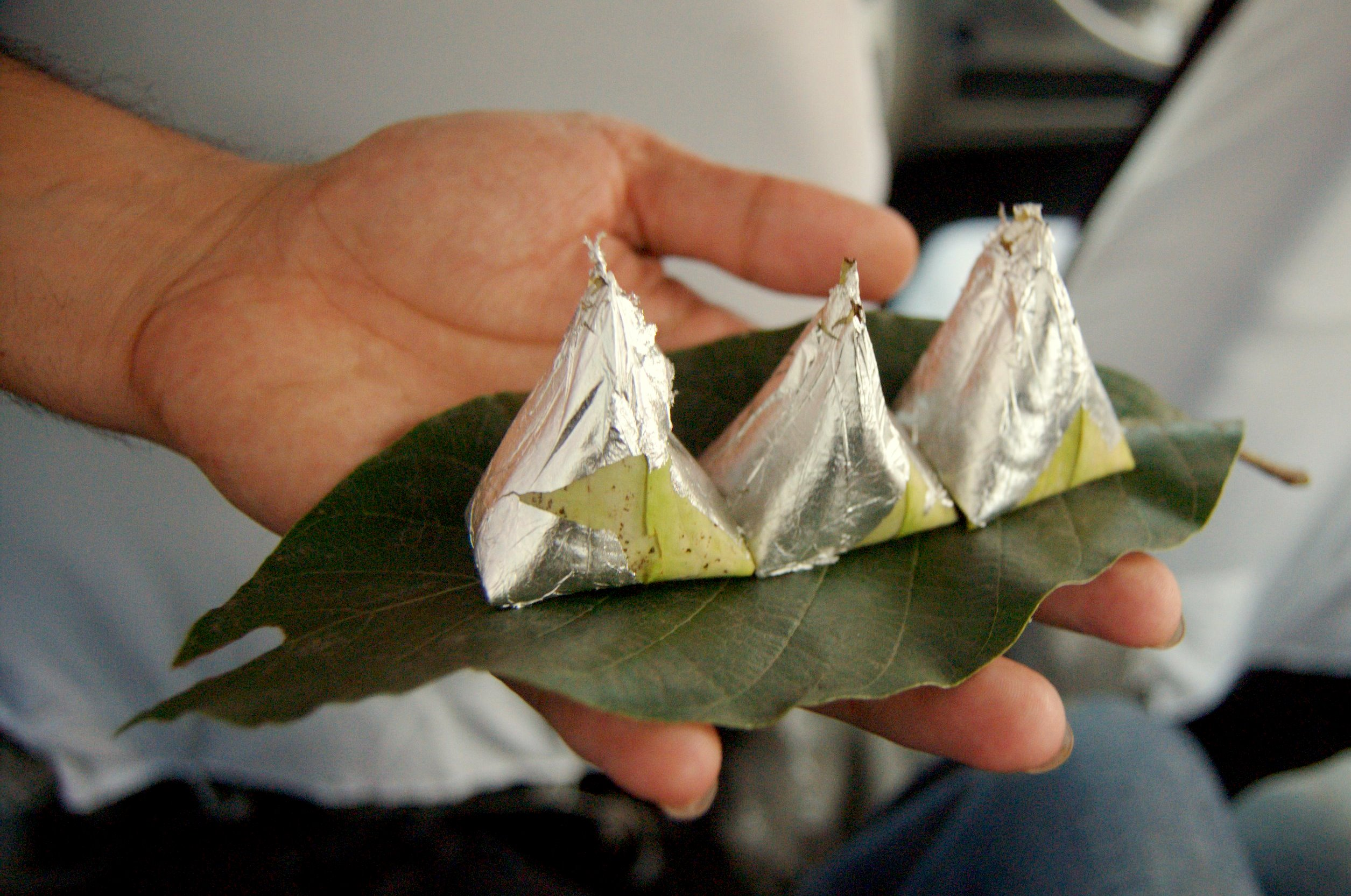
Паан (листя бетеля) подають із срібною фольгою в Сарнатх поблизу Варанасі, Індія.

У Південній Індії та прилеглих регіонах э традиція дарувати гостям (як чоловікам, так і жінкам) два листя бетелю, горіх ареки (шматки або цілий) та кокосовий горіх. Одруженій жінці, яка відвідує будинок, дарують два листочки Бетель, горіх ареки та кокосовий горіх або фрукти разом із ниткою квіток із різьбленням. Це називається тамболамом.
Лист бетелю, з якого виготовляють паан, виробляють у різних частинах Індії. Західна Бенгалія, Біхар, Ассам, Андхра-Прадеш, Уттар-Прадеш також виробляють лист бетелю. У Західній Бенгалії виробляють два типи листя бетеля: «Bangla Pata (Country Leaf)» та Mitha Pata (Sweet Leaf) ". Пату з бангла виробляють переважно в районі Дінаджпур, Мальда, Джалпайгурі та Надія. Mitha пат проводиться в таких місцях, як Midnapur і Південь 24 Парганас. 
Паанвалк — кваліфікований виробник паану в Північній Індії. В інших частинах панвала ще називають панварі або панваді.
У Північній Індії існує традиція жувати паан після Діджапалі пуджі для благословення.
В індійському штаті Махараштра культуру паану критикують через проблеми чистоти. Проблему створюють люди, які плюють у громадських місцях. Один з видатних художників маратхі П. Л. Дешпанде написав комічну історію на тему паанвала (постачальник паану) і виконав телевізійну сесію читання про Доордаршан у 1980-х роках у своєму унікальному стилі.
Через падіння попиту паан втрачає привабливість для фермерів. Споживачі вважають за краще жувати тютюнові склади, такі як гутка, а не паан. Сади бетелів стали менш прибутковими через більші витрати, дефіцит води та непередбачувану погоду.
За даними StraitsResearch, до 2026 року очікується, що ринок пан-масала в Індії досягне 10 365 мільйонів доларів США. Ринок пан-масала в Індії обумовлений значним переходом споживачів з тютюнових виробів на пан-масалу, агресивною рекламою та зручною тарою, а також скасуванням заборони на використання продуктів із пан-масали з боку штату Махараштра.

#### Ассам
В Ассамі, Індія, паан традиційно пропонують як знак поваги та сприятливого початку. Паан-тамул (листя бетелю та сирий горіх ареки) можна запропонувати гостям після чаю або їжі. Подають його в латунній тарілці з підставками, що називається бота. Горіх ареки також виступає символом родючості в релігійних та шлюбних церемоніях. Виявляючи повагу до старших або просячи пробачення, люди, особливо молодята, кладуть пару паан-тамул на хорай.
Гостей запрошують на весілля, запропонувавши кілька горішків ареки з листям бетеля. Під час Bihu, що husori гравцям пропонують Areca горіхи і листя бетеля в той час як запитують їх благословення.
Паан-тамул пропонується гостям після закінчення кожного застілля, щоб освіжити дихання.

### Індонезія та Малайзія

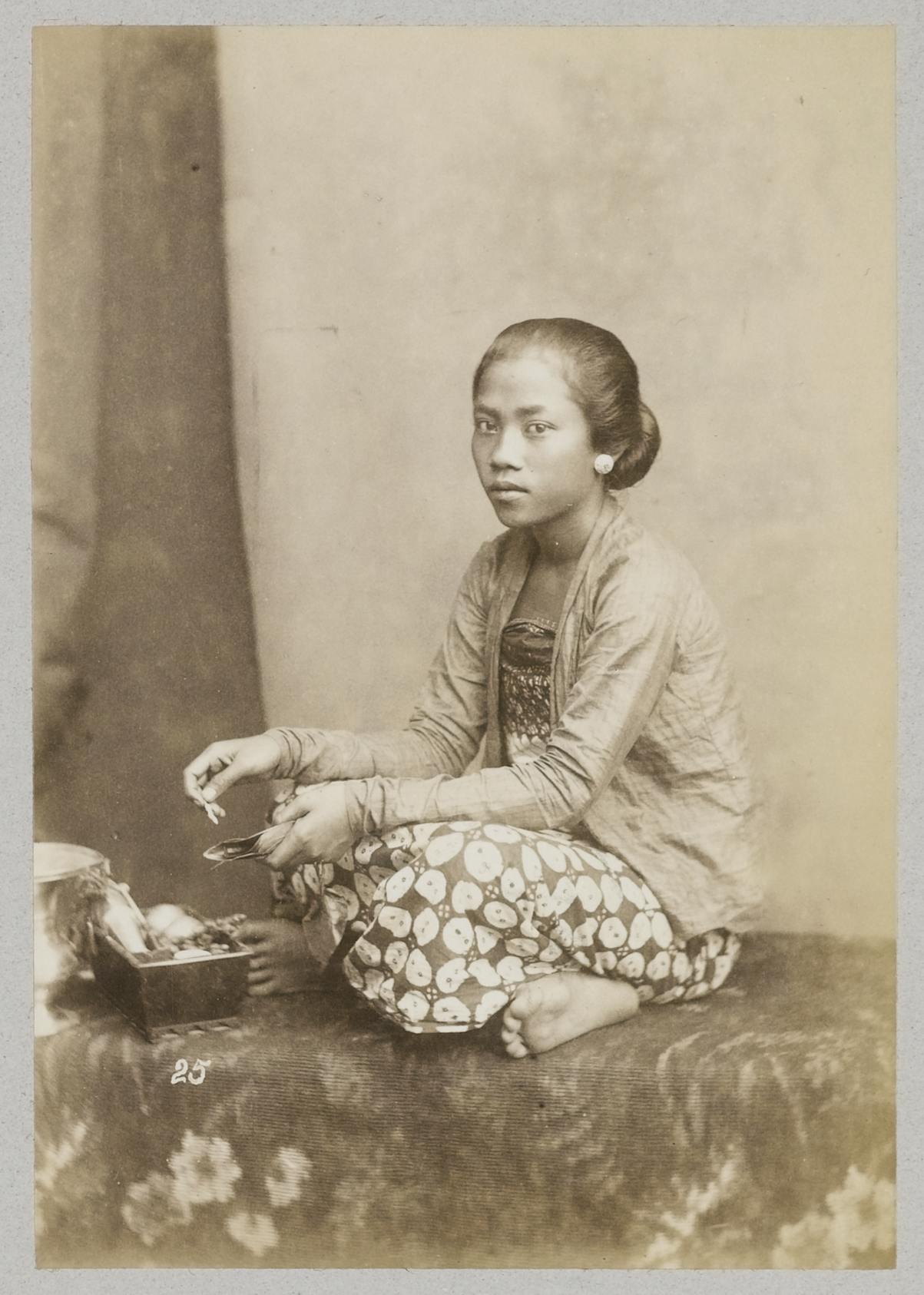
Яванська жінка готує лист бетеля, с. 1880 рік.
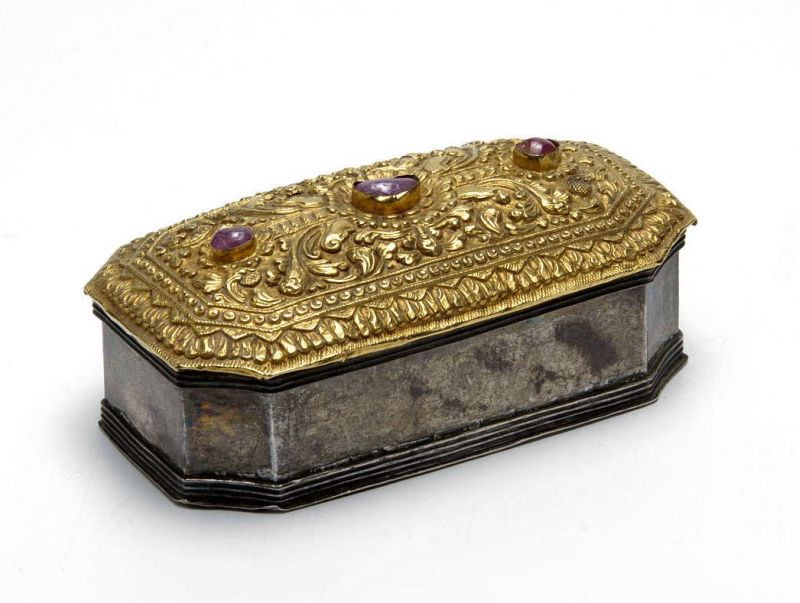
Балійська церана з горіхом бетеля.

Традиція Менгінанг або жування бетель-горіха широко поширена серед етнічних груп Індонезії, особливо серед яванців, балійців та малайців ; датується понад 3000 роками. Записи мандрівників з Китаю свідчать, що бетель та арека споживались з II століття до н. е.
На малайському архіпелазі жування менгінангу або бетеля горіха стало шанованою діяльністю у місцевій традиції, як проведений жест вшанування гостей. Набір виготовляється з дерев'яного лакового посуду, латуні або срібних виробів; і складається з:
комболу (контейнери),
bekas sirih (контейнер для листів),
kacip (прес-ніж для різання горіха ареки),
gobek (невеликий товкач та ступка),
ketur (контейнер для коси).
Сіріх Пінанг став символом малайської культури. Малайська усна традиція має такі фрази, як "Бетель відкриває двері до дому " або «Бетель відкриває двері до серця». Менгінанг використовується в офіційних випадках: шлюби, народження, смерть та зцілення.

### Філіппіни
Паан був частиною культури корінних народів на Філіппінах. Його часто і просто називають ngangà, що буквально означає «жувати / гризти». У наш час він найпопулярніший серед жителів Кордильєр, серед філіппінців Лумада та Мусульмани з Мінданао, а також серед мешканців низинних барріо в інших місцях Філіппін.

### М'янма

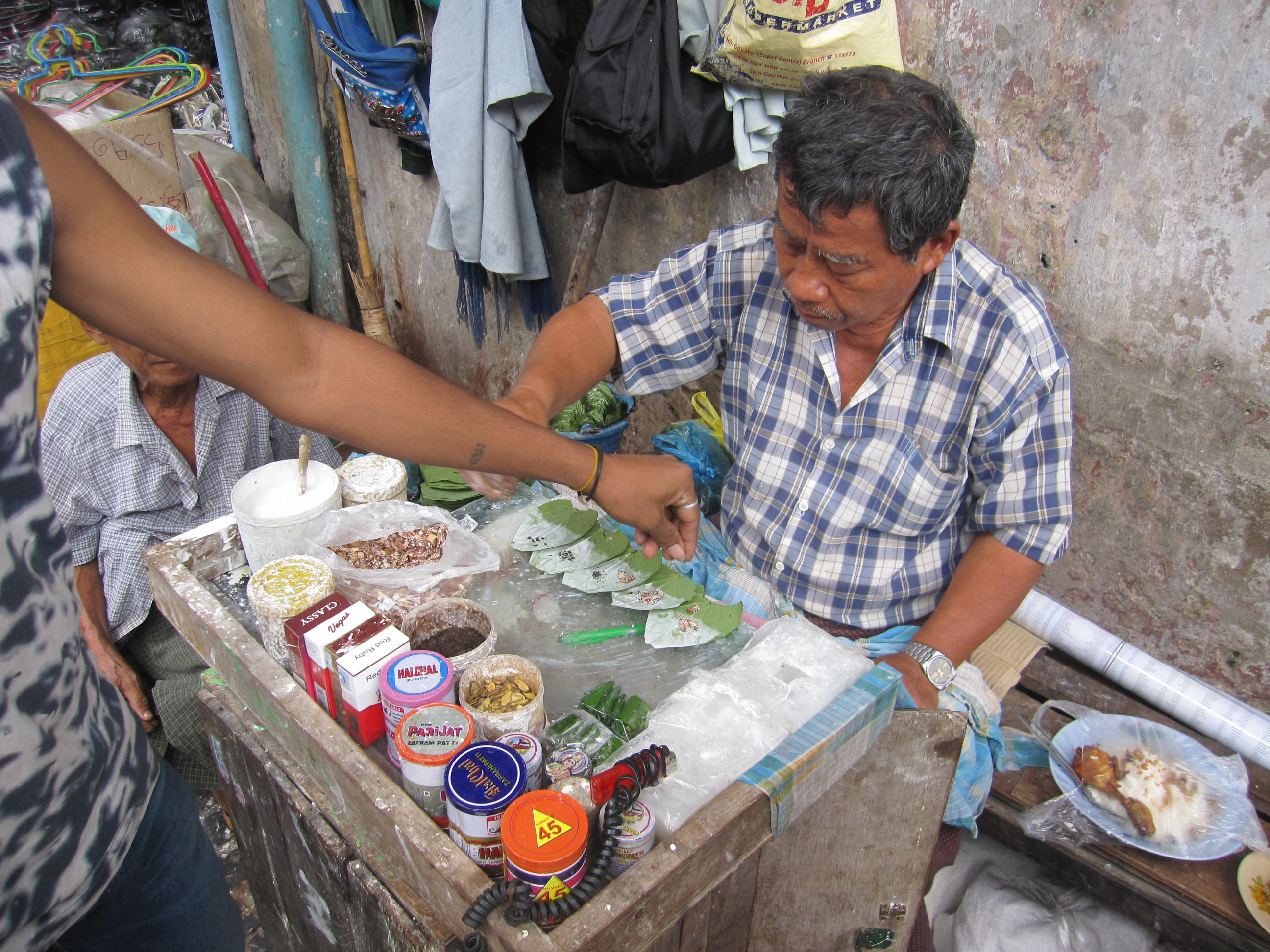
Продавець Paan на ринку Bogyoke в Янгоні, М'янма

Кван-я (ကွမ်းယာ [kóːn.jà]) — це слово для paan у М'янмі, колишній Бірмі. Тут для жування використовують лист виноградної лози бетеля (Piper betel), горіх ареки (від Areca catechu), гашене вапно (гідроксид кальцію) та деякі аромати. Багато жувальників бетеля також використовують тютюн.
Жування бетелем має давню традицію в Бірмі. Воно практикувалося ще до початку записаної історії. Його любили як чоловіки так і жінки до 1960 — х років. Кожен будинок мав звичай мати спеціальний Лаковані ящик для Paan кун-це (ကွမ်းအစ်). Він пропонувався будь-якому відвідувачу разом із cheroots, щоб палити та пити зелений чай. Листя зберігаються внизу коробочки з верхнім піддоном для невеликих консервних форм, сріблом у забезпечених будинках з різноманітними іншими інгредієнтами, такими як горіхи бетеля, гашене вапно, різак, насіння анісу та горіхоріз.
Солодка форма (ачо) популярна серед молодих, але дорослі, як правило, віддають перевагу їй з кардамоном, гвоздикою та тютюном. Тому плювальників дуже багато, а таблички з написом «Ніякого плекання паан» є звичними явищами як і безладні червоні сліди на підлозі та стінах. Багато людей демонструють забруднені бетелем зуби за звичкою. Курці, які хочуть відмовитись від цієї звички використовують бетіль-горіх, щоб відучити тютюн.
Таунгу в Нижній Бірмі — це місце, де вирощують найкращі пальми ареки. Інші частини країни сприяють кращому паану, згідно з іншим висловом «Тада-У для листя, Нгамяджі для тютюну, Таунгу для горіхів, Сагінг для гашеного вапна, П'яй для скорочення». Кун, хсай, лахпет (паан, тютюн та маринований чай) є необхідними предметами. По традиції молоді дівчата несуть декоративні коробки з бетелем на підставці, що називається кундаунгом та позолоченими квітами (пандаунг), під час процесії шинбю (новиціація).
Урядове опитування показало, що 40 % чоловіків та 20 % жінок у М'янмі жують бетель. у загальних лікарнях Янгона та Мандалая рак ротової порожнини був 6-м серед найпоширеніших видів раку серед чоловіків та 10-м серед жінок. З цих хворих на карциному ротової порожнини 36 % регулярно жували бетель-фуд. Університет стоматологічної медицини в Янгоні дослідив, що 58,6 % хворих на карциному ротової порожнини регулярно жували бетель.
Починаючи з 1990-х років, жування бетелю активно заважало послідовним урядам наведення правопорядку (SLORC) на підставі здоров'я та охайності. У квітні 1995 року Комітет з розвитку міста Янгон заборонив бетель в Янгоні (Рангун), очікуючи відвідування М'янми 1996 року, масових зусиль для просування країни як туристичного напрямку. З 29 липня 2007 року жування бетеля разом із курінням було заборонено в пагоді Шведагон. У 2010 році Міністерство освіти, Департамент базової освіти і цільової групи по боротьбі з наркотиками Бірми спільно заборонили магазини бетел від діючих в межах 50 м шкіл.

### Пакистан
Споживання Paan вже давно дуже популярні в культурних традиціях Пакистану, особливо в мухаджири домашніх господарств, де численний паан споживаються протягом дня. Загалом, паан — це епізодичний делікатес, який подобається багатьом і майже виключно купується у вуличних продавців. У Пакистані вирощується велика кількість листя бетелю, особливо в прибережних районах Сінда. У великих кількостях паан завозиться з Індії, Бангладеш, Шрі-Ланки, а останнім часом і з Таїланду. Виробництвом паанів відомим чином займаються торговці мухаджірами, які мігрували із Західної Індії до Пакистану після здобуття незалежності в 1947 р.
В Пенджабі магазин паану можна знайти майже на кожній вулиці та ринку. У знаменитому Anarkali Bazar в Лахорі для паану та її інгредієнтів присвячена ціла вулиця під назвою paan gali.
В Пакистані захворювання раком порожнини рота значно зріс завдяки жуванню Паана.

### Камбоджа, Лаос і Таїланд

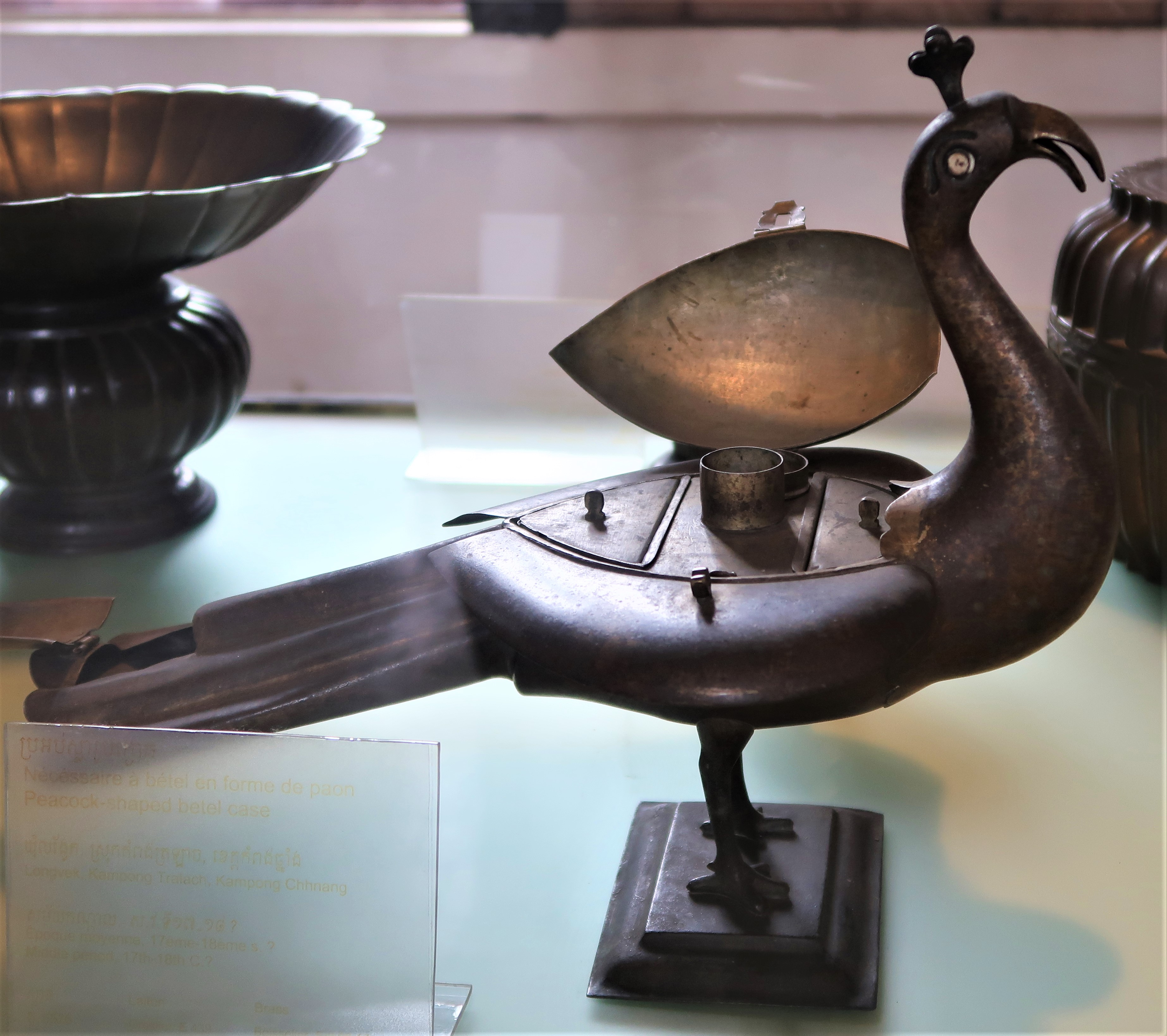
Паан дан у формі павича. Виготовлена з латуні коробка датується 17 або 18 століттям. Виставляється в Національному музеї Камбоджі.

В Камбоджі, Лаосі та в Таїланді жування паану є частиною культури. Вирощування листя бетеля та листя горіхової пальми є традиційною готівковою культурою, тому поширюється більше у сільській місцевості цих країн. Навіть посуд, який використовується для приготування, часто є цінним. Зараз в міських районах багато молодих людей відмовились від цієї звички, але багато, особливо люди похилого віку, все ще дотримуються традицій. 

### В'єтнам
У В'єтнамі горіх ареки та лист бетелю є символами любові та шлюбу. Жуванням горіха Арека розпочинається розмова між батьками нареченого та батьками нареченої про шлюб молодої пари. Тому листя та соки використовують урочисто на в'єтнамських весіллях.

### Бангладеш
У Бангладеш паану жують по всій країні всі класи і він є важливим елементом культури Бангладеш. Це бенгальська «жувальна гумка». Для жування кілька шматочків горіха бетеля загортають у лист бетеля. Ще можуть добавляти корицю, гвоздику, кардамон, катеху (хойєр), тертий кокос та інші спеції для додаткового смаку. Під час жування перцевий смак смакується разом із теплими відчуттями та пильністю. Паан-шупарі (шупарі — це бенгальське, як горіх ареки) — справжнє бангладешське архетипне зображення, що використовується в широкому контексті. До британського правління його жували без тютюну, і його досі рідко жують з тютюном. Листя бетеля естетично розташовують на прикрашеній тарілці, що називається паандані, і вона пропонується людям похилого віку, особливо жінкам, коли вони беруть участь у вільному дозвіллі з друзями та родичами. Приготування паану та стиль прикраси його на тарілці (паандані), в епоху заміндарі, справді було визнаним народним мистецтвом.
У Бангладеш жувати паану є традицією це не лише звичка, а й ритуал, етикет та манери. У офіційних випадках пропонування паану символізує час від'їзду. На фестивалях та вечерях, в пуджах та панях паан — це обов'язковий ритуал. Індуси ж паан використовують як жертвоприношення.
Даккай Хіліпан — готова упаковка листя бетеля, оброблена в Дакаті. Дакаїти мають багату спадщину створення найкращого хілі паану з безліччю складних інгредієнтів. Незважаючи на те, що `` paan '' був основним звичним бенгальським звичаєм протягом багатьох століть, останнім часом з'явився ряд магазинів з високоякісними пааном. Вони також пропонують хілі паан для хворих на цукровий діабет під назвою «паан афсана».
Особливою якістю славиться солодкий паан племені Хасі. Паан також використовується в індуїстській пуджі, на весільних фестивалях, та для відвідування родичів. Це стало ритуалом, традицією та культурою бангладешського суспільства. Дорослі жінки збираються разом із друзями та родичами у вільний час разом із пандані.
Загальна оброблювана площа під посівами паану в Бангладеш становить близько 14 175 га, а загальний річний обсяг виробництва — близько 72 500 тонн. Середня врожайність з гектара — 2,27 тонн. Протягом дванадцяти місяців буває три врожаї, які місцево називають згідно місяців збору. Лист Паана зазвичай зривають у Картіку, Фалгуні та Ашаді. Паан Картік споживачі вважають найкращим, а Ашад паан — гіршим. При збиранні є правило залишати на лозі не менше шістнадцяти листків.
Вирощують різні сорти листа бетеля. Їх якість відрізняється за формою, ароматом листа, різкістю, м'якістю та якістю відбілювання.
Tamakh paan — лист бетеля, змішаний з тютюном та спеціями.
Supari paan — має інший сорт білого листя, Mitha paan — солодкий сорт, Sanchi paan — має загальні сорти листя бетеля.
В кожному районі, що виробляє паан, є своя особлива різновидність листя бетеля. Найкращу якість елегантного листя бетелю з запахом камфори на ім'я Кафурі Паан раніше випускали в районі Сонаргаон району Нараянгондж. Його експортували в Калькутту та країни Близького Сходу. Наступний найкращий — Санчі, його вирощують на пагорбах Читтагонг та експортують до Пакистану. Найпростіші сорти називають Дезі, Бангла, Бхатіал, Дхалдога, Гас Паан. Bangla paan відомий як Mitha paan, Jhal paan або paan of Rajshahi. В даний час цей сорт вимирає із-за появі більш вигідних та прибуткових швидко зростаючих сортів сільськогосподарських культур. Частіше листя бетеля вживають з чуном, насіннєвою корицею, кардамонами та іншими ароматизованими елементами.

### Непал
Паан жують жителі та мігрантиТерая. По всьому Тераю паан поширений так само, як і скрізь у північній Індії. Є місцеве виробництво, як правило, не комерційне, але більшість листя імпортується з Індії. На відміну від Тераю більшість жителів Катманду зрідка насолоджуються пааном. Мeetha Paan — солодка версія Paan користується популярністю серед багатьох, кому не подобається сильний смак простих () Paan Сада. Деякі батьки дозволяють своїм дітям вживати мітху в особливих випадках, оскільки в ній немає тютюну.

### Тайвань
На Тайвані бетель фунт вільно продається з придорожніх кіосків красунями — бетельнутами (Хоккіен «pin-nn̂g se-si», мандарин «bīnláng xīshī», 檳榔 西施. Роздягнені дівчата продають фуршет з листа бетеля, бетель, горіхи, тютюн і вапно. Цей бізнес часто критикують і ставлять під сумнів захоплення, експлуатацію, здоров'я, клас та культуру.

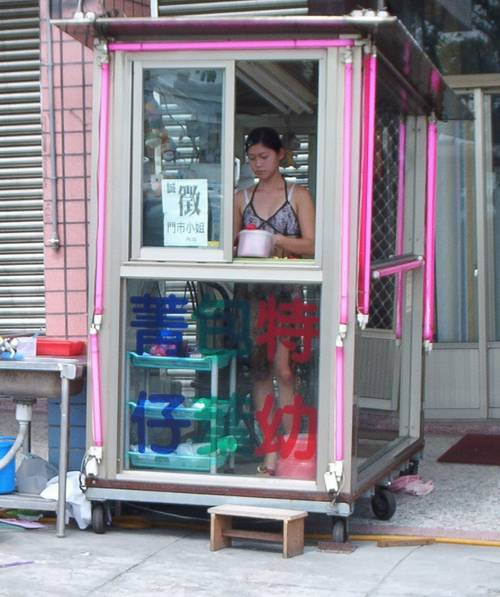
Кіоск краси Betelnut на Тайвані.

## Вплив на здоров'я

Вплив на здоров'я жування паану: пошкодження ясен, карієс та рак порожнини рота

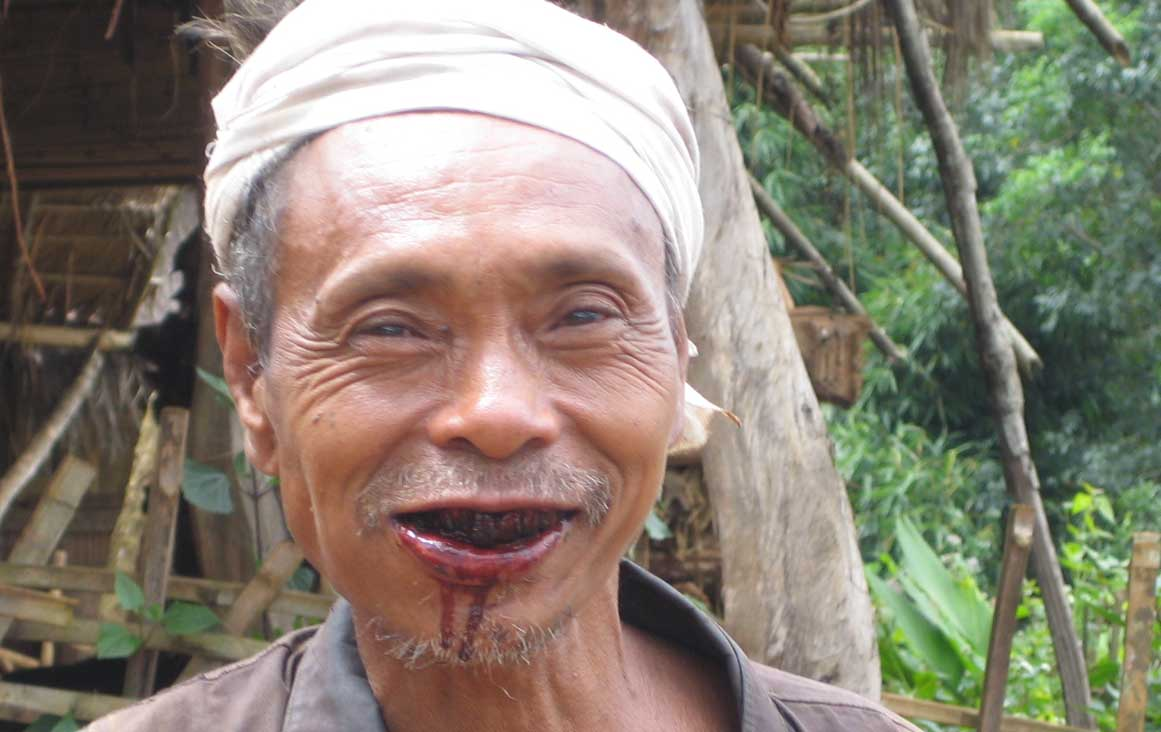
Вплив на здоров'я: Паан викликає рясне слиновиділення, яке забруднює область рота.

Міжнародне агентство з досліджень раку (IARC) та Всесвітня організація охорони здоров'я (ВООЗ) підтверджують, що жування ареха та белів є канцерогенним для людини. Горіх ареки є основним канцерогенним фактором. Дослідження показало, що арека-горіхи збільшують ризик раку порожнини рота у 9,9 рази.
Вчені пов'язують злоякісні пухлини з місцем шкіри або підшкірним введенням водних екстрактів паану мишам. У хом'яків карциноми лісомашини виникали після фарбування слизової оболонки щоки водяними екстрактами або імплантації воскової гранули, що містить порошкоподібне тісто з тютюном, у мішковину ; після імплантації воскових гранул карциноми виникли в мішені. У людських популяціях спостерігається підвищена частота мікроядерних клітин слизової оболонки щік людей, які жують бетель на Філіппінах та в Індії. Вчені також виявили, що частка мікроядерних відшарованих клітин знаходиться там у ротовій порожнині, де звичайно міститься паан. Окрім того лейкоплакія в ротовій порожнині має сильний зв'язок із звичками жування пааном та злоякісну трансформацію частини лейкоплакій. Підслизовий фіброз порожнини рота та плоский лишай є передраковими захворюваннями і пов'язані вони із звичкою жувати паану.
Дослідження вчених на Тайвані, показали ступінь ризику раку при жуванні бетел-квід (паан) за межі раку порожнини рота, навіть коли тютюн відсутній. Появляється загроза раку стравоходу, печінки, підшлункової залози, гортані, легенів та всіх видів раку. Жування та куріння, як і більшість жувальників бетелю, взаємодіяли синергетично і спричинили половину всіх випадків смерті від раку в цій групі. Жування листків бетеля і куріння, стверджують вчені, скоротило тривалість життя майже на шість років.
Paan masala, як стверджує Видання Lancet Oncology, може спричинити пухлини в різних частинах тіла, а не лише в ротовій порожнині, як вважали раніше.
Дослідження, проведене в Шрі-Ланці, виявили високу поширеність злоякісних розладів у роті серед сільських поселень Шрі-Ланки. Вченістверджують, що жування паану є основним фактором ризику, з тютюном або без нього.

### Ефекти жуванняпаанупід час вагітності
Жінки з Тайваню, Малайзії та Папуа-Нової Гвінеї, які жують під час вагітності препарати з горіхів ареки, такі як паан, збільшують несприятливі наслідки для дитини. Наслідки подібні до тих, які вживають алкоголь або тютюн під час вагітності. Менша вага тіла при народженні, скорочена тривалість народження та ранні терміни були значно частіше.